# Municipio de Salt Springs (Misuri)
El municipio de Salt Springs (en inglés: Salt Springs Township) es un municipio ubicado en el condado de Randolph en el estado estadounidense de Misuri. En el año 2010 tenía una población de 2873 habitantes y una densidad poblacional de 17,17 personas por km².

## Geografía
El municipio de Salt Springs se encuentra ubicado en las coordenadas 39°26′14″N 92°33′33″O / 39.43722, -92.55917. Según la Oficina del Censo de los Estados Unidos, el municipio tiene una superficie total de 167.31 km², de la cual 166.86 km² corresponden a tierra firme y (0.27%) 0.45 km² es agua.

## Demografía
Según el censo de 2010, había 2873 personas residiendo en el municipio de Salt Springs. La densidad de población era de 17,17 hab./km². De los 2873 habitantes, el municipio de Salt Springs estaba compuesto por el 94.43% blancos, el 3.06% eran afroamericanos, el 0.21% eran amerindios, el 0.28% eran asiáticos, el 0.03% eran isleños del Pacífico, el 0.31% eran de otras razas y el 1.67% pertenecían a dos o más razas. Del total de la población el 1.36% eran hispanos o latinos de cualquier raza.